# Ucides cordatus
Espèce
Ucides cordatus est une espèce de crabes de mangrove de la famille des Ucididae. Ce crabe comestible est appelé Crabe à barbe en Guadeloupe et Mantou en Martinique.

## Description
Sa carapace ovale est fortement bombée et fait environ 45 mm de large. La couleur varie suivant l'habitat du grisâtre à l'orangé ou au violacé. Un « H » plus foncé s'inscrit au milieu de la carapace.
Il possède 10 longues pattes violacées, dont les premières paires sont transformées en pinces inégales. Le bord inférieur des 4 autres paires des mâles portent de très longues soies, d'où le nom créole de Krab bab. Chez les femelles les soies sont plus courtes.
Il creuse un profond terrier dans la vase sous les palétuviers. Le trou de 70 cm à 1 m de profondeur atteint toujours la nappe d'eau. Il comporte généralement plusieurs entrées.
Il se nourrit de la litière de la mangrove en décomposition : feuilles, rameaux et fruits tombés à terre.
Les femelles pondent dans la mer. Les larves se développent dans l'eau et, une fois métamorphosées en petits crabes, regagnent la mangrove.

## Distribution
Ce crabe se rencontre sur les côtes tropicales de la Floride à l'Uruguay. Il est commun dans les mangroves de Guadeloupe et de Martinique.

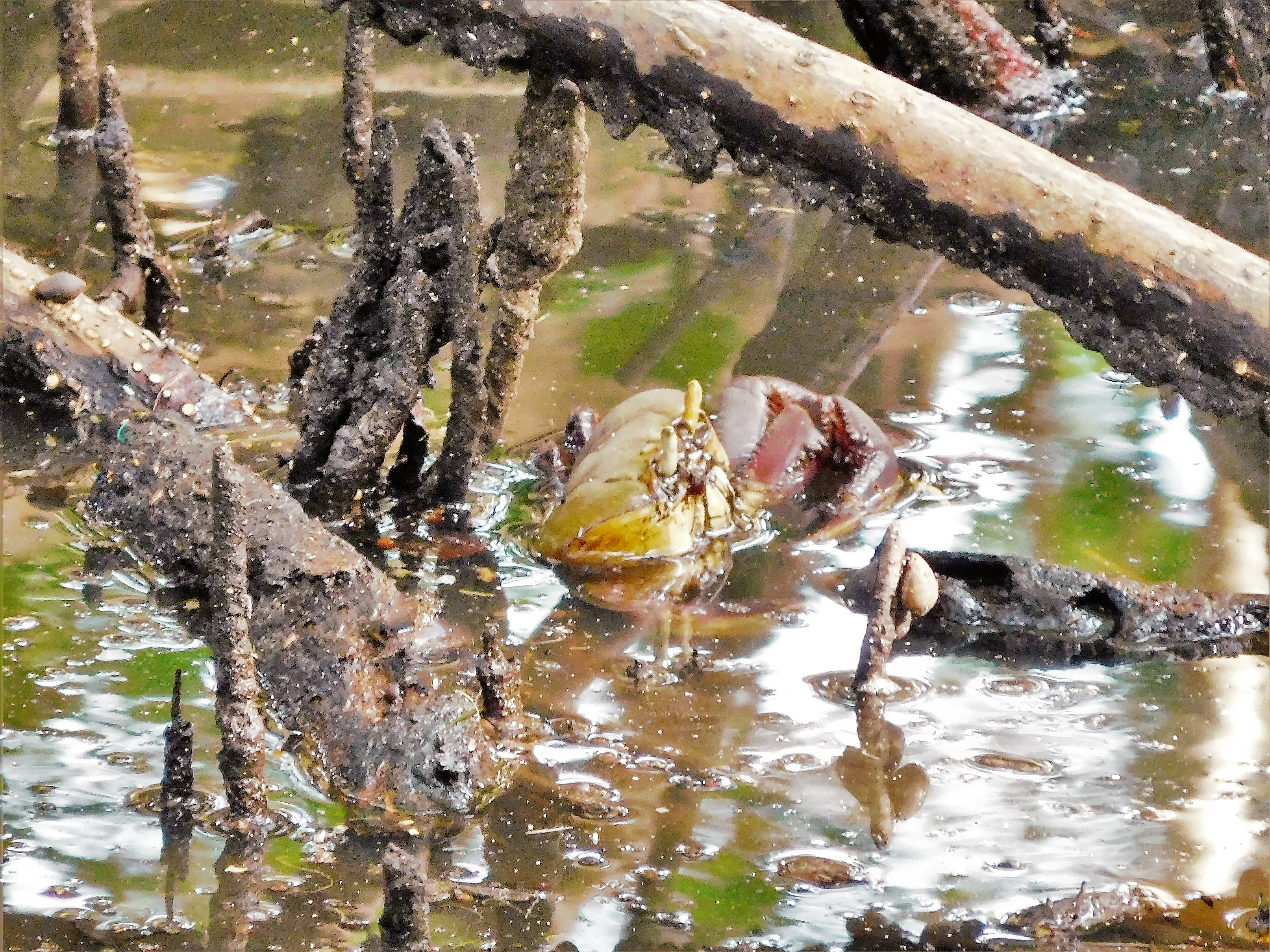
Crabe à barbe ou Babètte (mangrove de la Guadeloupe).

Il vit dans la mangrove dans la zone intertidale.

## Utilisation
Ce crabe est abondamment collecté dans la zone tropicale.
Aux Antilles françaises, ils sont capturés au mois de juin et de juillet et consommés bouillis, avec bois d'Inde, ail, oignon péyi, piment ... En Martinique, on nomme ce crabe le "Mantou".
Il ne faut pas confondre le mantou (Ucides cordatus) avec les crabes de terre (Cardisoma guanhumi) qui sont capturés en grandes quantités aux Antilles françaises à la période des fêtes de Pâques et de Pentecôte pour y être eux aussi consommés.

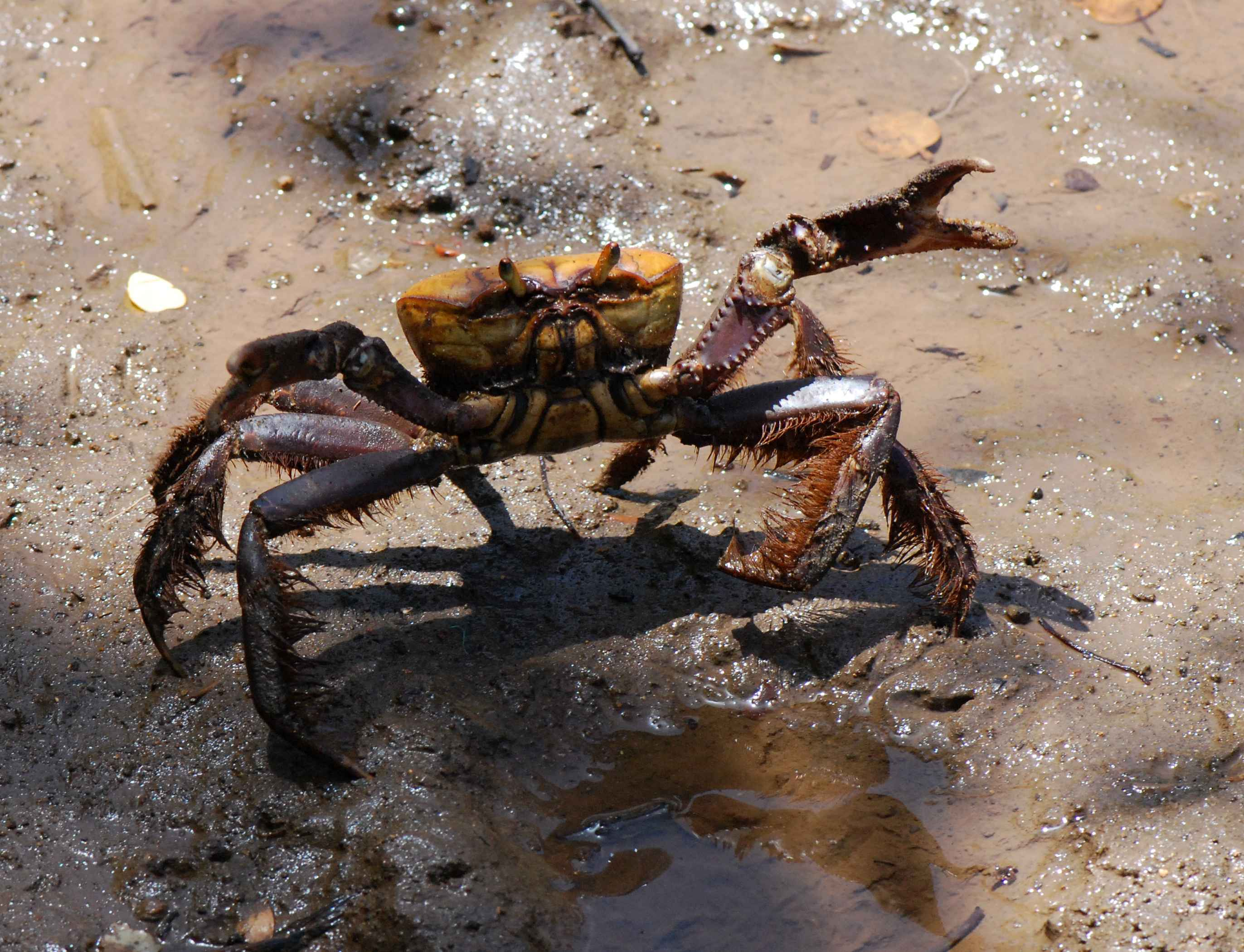
Crabe mantou, Martinique